# An-Sophie Mestach
An-Sophie Mestach (* 7. März 1994 in Gent) ist eine ehemalige belgische Tennisspielerin.

## Karriere
Mestach, die im Alter von vier Jahren mit dem Tennisspielen begann, bevorzugt Rasenplätze.
Ihr erstes ITF-Turnier bestritt sie 2008 in Koksijde, wo sie bereits in der ersten Runde ausschied. Im Mai 2009 gelang ihr beim Turnier in Antalya der Sprung ins Halbfinale, in Bree erreichte sie das Viertelfinale. Ein Jahr später zog sie in Tortosa ins Finale ein, das sie gegen Victoria Larrière knapp in drei Sätzen verlor. Im August folgte in Balikpapan eine weitere Finalteilnahme. Bei den erstmals ausgetragenen Olympischen Jugend-Sommerspielen gewann sie 2010, an Nummer eins gesetzt, zusammen mit Tímea Babos die Bronzemedaille im Doppelwettbewerb. Im Einzel schied sie als Nummer fünf der Setzliste im Achtelfinale aus.
2011 gewann Mestach die Australian Open der Juniorinnen. An Position zwei gesetzt gewann sie das Finale gegen die an fünf gesetzte Mónica Puig aus Puerto Rico mit 6:4, 6:2 und wurde dadurch die neue Nummer eins der Juniorinnen. Auch das Finale im Doppel konnte sie gewinnen; mit Demi Schuurs besiegte sie die japanische Paarung Eri Hozumi und Miyu Katō mit 6:2, 6:3. Im Jahresverlauf spielte sie zunehmend höherdotierte ITF-Turniere; beim 25.000-$-Turnier in Tessenderlo erreichte sie das Viertelfinale. Im Mai gab sie in Brüssel ihr Debüt auf der WTA Tour, sie scheiterte dort in Runde eins mit 2:6, 6:7 an Varvara Lepchenko.
Am 14. September 2015 erreichte sie in der WTA-Weltrangliste mit Platz 98 im Einzel eine neue persönliche Bestmarke; im Doppel stand sie am 1. Februar 2016 auf Position 64. Ab 2010 spielte An-Sophie Mestach für die belgische Fed-Cup-Mannschaft (Bilanz: 8 Siege, 6 Niederlagen). Anfang 2019 beendete sie ihre Karriere.

## Turniersiege

### Einzel
| Nr. | Datum              | Turnier    | Kategorie   | Belag     | Finalgegnerin          | Ergebnis      |
| --- | ------------------ | ---------- | ----------- | --------- | ---------------------- | ------------- |
| 1.  | 17. September 2012 | Antalya    | ITF $10.000 | Hartplatz | Yurina Koshino         | 6:3, 6:2      |
| 2.  | 29. April 2013     | Gifu       | ITF $50.000 | Hartplatz | Wang Qiang             | 1:6, 6:3, 6:0 |
| 3.  | 20. Januar 2014    | Sunderland | ITF $25.000 | Hartplatz | Viktorija Golubic      | 6:1, 6:4      |
| 4.  | 13. September 2014 | Batumi     | ITF $25.000 | Hartplatz | Olha Jantschuk         | 6:2, 6:0      |
| 5.  | 11. Oktober 2014   | Monterrey  | ITF $50.000 | Hartplatz | Lourdes Domínguez Lino | 6:3, 7:5      |
| 6.  | 22. November 2014  | Toyota     | ITF $75.000 | Teppich   | Shūko Aoyama           | 6:1, 6:1      |

### Doppel
| Nr. | Datum              | Turnier             | Kategorie         | Belag             | Partnerin            | Finalgegnerinnen                          | Ergebnis         |
| --- | ------------------ | ------------------- | ----------------- | ----------------- | -------------------- | ----------------------------------------- | ---------------- |
| 1.  | 13. September 2014 | Batumi              | ITF $25.000       | Hartplatz         | Sandra Zaniewska     | Aleksandrina Najdenowa Walerija Strachowa | 6:1, 6:1         |
| 2.  | 20. September 2015 | Québec              | WTA International | Teppich (Halle)   | Barbora Krejčíková   | María Irigoyen Paula Kania                | 4:6, 6:3 [12:10] |
| 3.  | 9. Januar 2016     | Auckland            | WTA International | Hartplatz         | Elise Mertens        | Danka Kovinić Barbora Strýcová            | 2:6, 6:3, [10:5] |
| 4.  | 29. Januar 2016    | Andrézieux-Bouthéon | ITF $50.000       | Hartplatz (Halle) | Elise Mertens        | Viktorija Golubic Xenia Knoll             | 6:4, 3:6, [10:7] |
| 5.  | 6. August 2016     | Granby              | ITF $50.000       | Hartplatz         | Jamie Loeb           | Julia Glushko Wolha Hawarzowa             | 6:4, 6:4         |
| 6.  | 19. Mai 2017       | Båstad              | ITF $25.000       | Sand              | Kimberley Zimmermann | Ilona Kremen Cornelia Lister              | 4:6, 6:2, [10:5] |
| 7.  | 18. Juni 2017      | Manchester          | ITF $100.000      | Rasen             | Magdalena Fręch      | Chang Kai-chen Marina Eraković            | 6:4, 7:65        |
| 8.  | 23. Juni 2017      | Izmir               | ITF $60.000       | Hartplatz         | Nina Stojanović      | Emma Laine Kotomi Takahata                | 6:4, 7:5         |
| 9.  | 17. September 2017 | Las Vegas           | ITF $60.000       | Hartplatz         | Laura Robson         | Sophie Chang Alexandra Mueller            | 7:67, 7:62       |
| 10. | 14. Juli 2018      | Contrexéville       | ITF $100.000      | Sand              | Zheng Saisai         | Prarthana Thombare Eva Wacanno            | 3:6, 6:2, [10:7] |